# 斯氏溪麗鯛
斯氏溪麗鯛，為輻鰭魚綱鱸形目隆頭魚亞目慈鯛科的其中一種，分布於非洲Lukuga及Ruzizi河流域，體長可達12公分，棲息在溪流、沼澤，屬雜食性，生活習性不明，可作為觀賞魚。

## 擴展閱讀
維基物種上的相關：斯氏溪麗鯛